# Элемент D

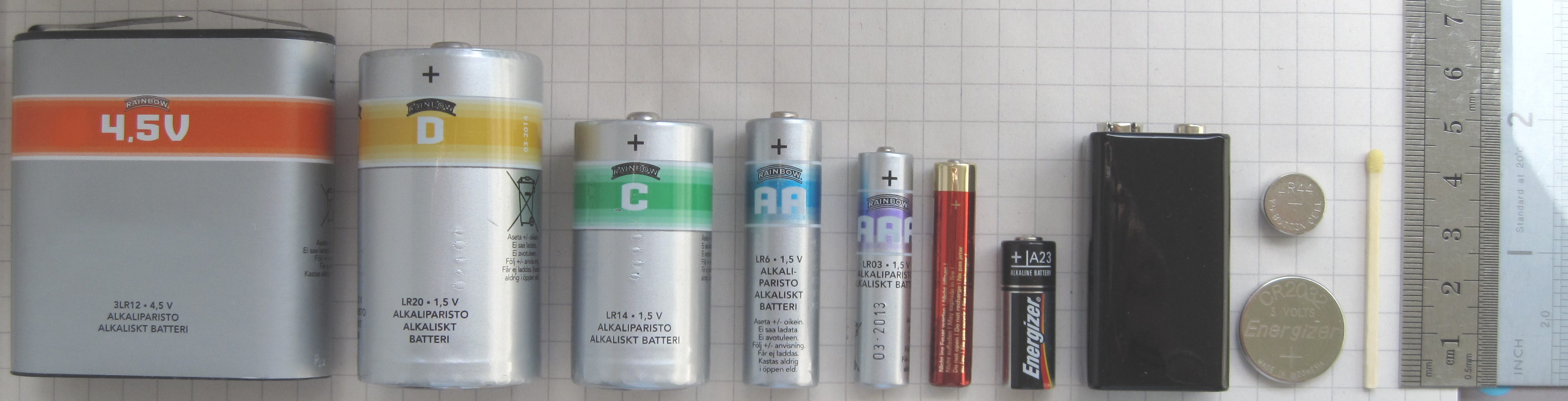
Батарейка D (2-я слева) в сравнении с другими типами батареек и спичкой

D (также R20, 373, Mono, UM 1) — типоразмер гальванических элементов широкого применения.

## История

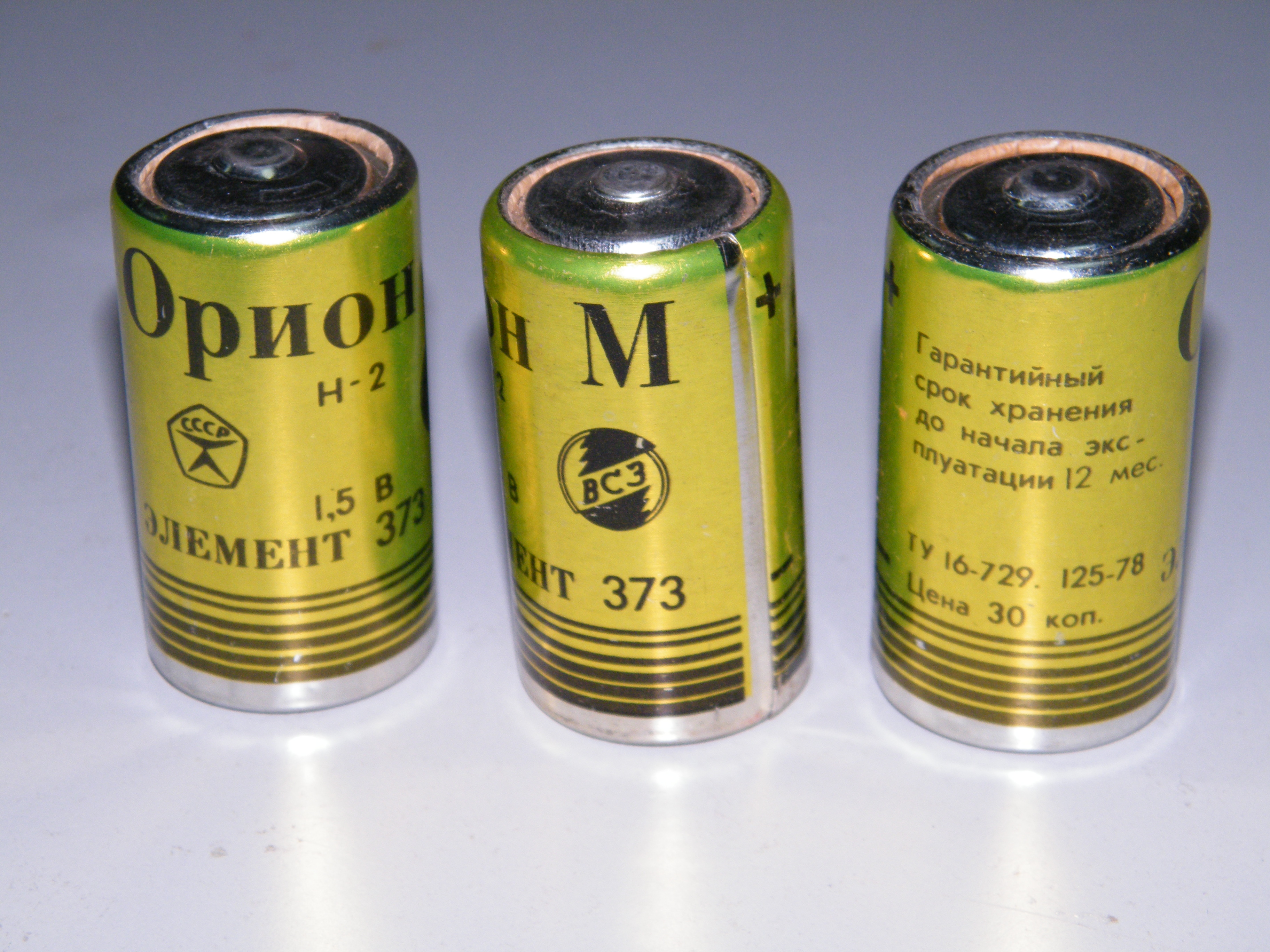
Элементы 373 «Орион-М» советского производства

Элементы такого типа предложила в 1898 году компания, переименованная впоследствии в Energizer. Эта батарейка стала одной из первых в ряду 1,5-вольтовых элементов, пользующихся популярностью по сегодняшний день.
В СССР такие элементы имели обозначения 1-КС-У3 (до начала 1960-х гг.), 373 (торговая марка «Сатурн», «Марс», «Орион М», «Луч»), и в угольно-цинковом исполнении стоили 17 копеек (в жестяном кожухе — 30 копеек).

## Технические характеристики
- Высота — 61,5 мм, диаметр — 34,2 мм.[4]
- Масса обычно от 66 до 141 граммов[5].
- ЭДС — 1,5 В.
- Возможные значения ёмкости[6][7]:
  - Угольно-цинковый (солевой) элемент (R20): 4000 мАч.
  - Щелочной элемент (LR20): 5500—16000 мАч.

## Область применения
Применяется в наиболее энергонагруженных переносных электроприборах, таких, как переносные магнитолы, рации, счётчики Гейгера и мощные ручные фонари, вольтметры (например В7-36). Также эти элементы применяли в устройствах, потребляющих малую мощность, но которые должны от одного элемента или комплекта элементов работать долго: крупные радиоприёмники, часы.